# Beschermd Natuurmonument
Een Beschermd Natuurmonument is in Nederland een natuurmonument met een beschermde status vanwege de Natuurbeschermingswet.

## Geschiedenis
In de oorspronkelijke Natuurbeschermingswet uit 1967 werd het onderscheid tussen Staats- en Beschermde Natuurmonumenten gemaakt. Met de inwerkingtreding van de Natuurbeschermingswet 1998 verviel dit onderscheid.
Met de intrede en aanwijzing van Natura 2000-gebieden zullen Beschermde Natuurmonumenten die overlappen met zo'n aanwijzing komen te vervallen (zie de sterretjes achter de gebiedsnaam in de onderstaande lijst). In de Wet natuurbescherming van 2017 komt het begrip niet meer voor.

## Lijst
In Nederland zijn zo'n 200 natuurgebieden aangewezen als beschermd natuurmonument.
- Antjeskolk
- Beningerslikken *
- Bennekomse Meent *
- Berkheide *
- Beuven *
- Blanke Slikken *
- Boezems Kinderdijk *
- Boschplaat *
- Bronnenbos Refter
- Brunssummerheide *
- Buitenplaats Vosbergen
- Bussumer- en Westerheide
- Polder Ceres
- Coepelduin *
- Delleburen
- Deurnese Peel *
- Dollard *
- Dommelbeemden
- Drontermeer *
- Duinen bij Bergen *
- Duinen bij Overveen *
- Duinen Den Helder-Callantsoog *
- Duinen Velsen *
- Duinen Vogelenzang *
- Duinen Zandvoort en Aerdenhout *
- Eemmeer *
- Eendennest
- Elzenbroek (Noordenveld)
- Engbertsdijksvenen *
- Esscheplaat c.a. *
- Franse Kampheide
- Friese IJsselmeerkust *
- Geerpolder Plas
- Gooikust Naarden *
- Gooimeer *
- Gooise Noordflank
- Grasgorzen Den Bommel-Hellegatsdam *
- Gorzen Oosterse Laagjes-Haringvlietbrug *
- Grasgorzen Stad a/h Haringvliet-Den Bommel *
- Grasbroek
- Grasgorzen Griendweipolder *
- Grauwveen *
- Groeve 't Rooth *
- Groeve Driessen *
- Groeve Oostermeent
- Groot en Klein Meer *
- Groot Zandbrink *
- Groote Gat
- Groote Peel *
- De Haak *
- Ham en Crommenije
- Hanenplas *
- Hanenplas II *
- Hargergat *
- Harstenhoek *
- Heide achter Sportpark
- Heidebloem
- Heideterreinen Bergen *
- Heideterreinen Twickel *
- Hel/Blauwe Hel *
- Hildsven
- Hilversums Wasmeer
- Hoge Fronten
- Hoogezandse Gorzen *
- Hoorneboegse Heide
- Huis te Manpad *
- Huys ten Donck
- IJsseluiterwaarden *
- Junner/Arrier Koeland *
- Kamerikse Nessen
- Kapittelduinen *
- Karshoek *
- Kathagerbeemden *
- Kavelen
- Kievitsbloemterrein Overijsselsche Vecht *
- Kievitsbloemterrein Overijsselsche Vecht/Zwarte Water *
- Kievitsbloemterrein Zwarte Water *
- Kievittepolder *
- Kil van Hurwenen *
- Kleiput in de Tiendgorzen *
- Koekoekswaard *
- Kooibosje Terheijden
- Kop van Schouwen
- Kop van Schouwen I
- Kop van Schouwen II
- Korendijkse Slikken *
- Kortenhoeff *
- Korverskooi *
- Krammer-Volkerak *
- Kruisdijk
- Kustzone Muiden *
- Kwelders Noordkust Friesland *
- Kwelders Noordkust Groningen *
- 's Lands Bekade Gorzen *
- Landschotse Heide *
- Lauwersmeer **
- Leemputten bij Staverden *
- Leenheren Buitengorzen *
- Lepelaarplassen *
- Limitische Heide
- Manteling van Walcheren *
- Mariapeel *
- Markiezaatsmeer-Zuid *
- Meerstalblok *
- Meertensgroeve *
- Meeuwenkampje
- Mispeleindse en Neterselse Heide *
- Moerasterreinen langs de Bijleveld
- Moerasterreinen Loosdrecht *
- Mosterdveen *
- Neerlands Reid *
- Niemandshoek
- Nieuw Bussumerheide/Vliegheide
- Noord-Friesland buitendijks *
- Noordrand Noordwijk *
- Oeffelter Meent *
- Oeverlanden Braassemermeer
- Oeverlanden Gein c.a.
- Oeverlanden Giessen
- Oeverlanden Linge *
- Oeverlanden Schildmeer
- Oeverlanden Winkel
- Oosteinderpoel
- Oostermaet
- Oosterschelde Binnendijks *
- Oosterschelde Buitendijks *
- Oosterse Laagjes *
- Oosterse Slobbegorzen *
- Oostvaardersplassen *
- Oude Dee/ Breede Gooi
- Oude Dijk van Waal en Burg
- Oude Waal *
- Overcingel
- Postiljonheide
- Quackgors I *
- Raaphof
- Riet-/Grasgorzen II Quackgors *
- Riet-/Grasgorzen Westerse Laagjes *
- Rietgorzen Oosterse Laagjes *
- Rietgorzen Stad a/h Haringvliet-Den Bommel *
- Rouwkuilen
- Sarsven en De Banen
- Scheelhoek *
- Schoolsteegbosjes
- Schoorlse Duinen *
- Schor van Waarde *
- Schorren van de Eendracht/Vlakte van Kerken *
- Schraallanden Utrecht-West **
- De Slenk
- Slijkplaat *
- Slingerduin *
- Smoutjesvlietlanden
- Snoeyinksbeek **
- Solleveld *
- St. Pietersberg *
- St. Pietersberg-Noord *
- Staartweg Urk
- Stekkenkamp *
- Stoenckherne *
- Tafelberg-/Blaricummerheide
- Tafelberg-/Blaricummerheide II
- Terra Nova *
- Terreinen Boswachterij Groesbeek
- Toppad Urk
- Tuskensleatten *
- De Ven *
- Ventjagersplaat ten noorden van de Hellegatsdam *
- Verdronken land van Saeftinghe *
- Verdronken Zwarte Polder *
- Vossemeer *
- Waddenzee I *
- Waddenzee II *
- Waterland Aeën en Dieën
- Waterland Varkensland **
- Weide Oude Rijnstrangen *
- Weldam
- Westduinpark *
- Westerse Laagjes *
- Westplaat Buitengronden *
- Wildenborch
- Wildenborch/Bosket
- Willinksweust/ Heksenbos *
- Witterveld *
- Zeldersche Driessen *
- Zoommeer/ Eendracht *
- Zuid-Kennemerland Zuid *
- Zuiderheide/Laarder Wasmeer
- Zwarte Meer *
- Zwartven
- De Zumpe

* Dit Beschermde Natuurmonument is/zal komen te vervallen als gevolg van een aanwijzing als (Vogelrichtlijngebied)/Natura2000-gebied onder de Natuurbeschermingswet 1998.
** Dit Beschermde Natuurmonument is/zal deels komen te vervallen als gevolg van een aanwijzing als (Vogelrichtlijngebied)/Natura2000-gebied onder de Natuurbeschermingswet 1998.